# Baobolak
Baobolak is een bestuurslaag in het regentschap Lembata van de provincie Oost-Nusa Tenggara, Indonesië. Baobolak telt 266 inwoners (volkstelling 2010).